# 窺探
是一部2021年美國心理驚悚電影，改編自2018年甫一發行便連續兩週榮登紐約時報暢銷榜的小說。電影由喬·萊特執導，特蕾西·萊茨編劇，艾美·亞當斯、茱莉安·摩爾、懷特·羅素、蓋瑞·歐德曼、布萊恩·泰瑞·亨利、安東尼·麥基、佛瑞德·海興格以及珍妮佛·傑森·李主演，福斯2000影業製作。
電影原定2019年10月4日上映，因觀眾試映的反應不佳推遲至2020年5月15日，又因2019冠狀病毒病疫情撤檔，後由Netflix購入，於2021年5月14日播出。電影在影評界獲得普遍負面的評價，主要詬病電影的導演與編劇，但是演員的表現則獲得稱譽，電影還入圍第42屆金酸莓獎總計五個獎項。

## 劇情
兒童心理醫生安娜·福克斯與丈夫愛德華分居後，獨自住在曼哈頓的褐砂石房子裡；他和他們的女兒奧利維亞住在一起，但她每天都和他們交談。安娜因為患有懼曠症，造成她無法出門，足不出戶的狀態導致她只能秘密地從二樓的窗戶觀察所有鄰居，包括最近搬進街對面的羅素一家。她還需要仰賴大量藥物與飲酒維持精神鎮定。
某夜，珍·羅素拜訪了安娜，她們成為了朋友。她還遇到了珍十幾歲的兒子伊桑，伊桑暗示他的父親阿利斯泰有虐待行為。直至某一天晚上，安娜親眼目睹珍在客廳被刺死。雖然安娜立刻向警察報案，但他們不相信她，聲稱家裡的每個人都很好。阿利斯泰和“珍”一起來了，令安娜震驚的是，珍與她遇到的那個女人完全不同。這促使她開始監視羅素一家。
住在安娜樓下的房客大衛聲稱他沒有聽到或看到任何東西，儘管她得知大衛曾經入獄並違反了假釋條件。她收到一封匿名電子郵件，裡面有一張她睡覺的照片。她再次聯繫偵探，羅素夫婦和大衛也住進了安娜的房子，當一名偵探透露愛德華和奧利維亞因安娜意外造成的車禍而死亡時，安娜崩潰了。安娜患上了廣場恐懼症，她的藥物治療使她產生幻覺並與不在場的人交談。
安娜向羅素一家道歉，並停止追究她的懷疑。她用手機錄了一段影片，打算大量服用藥物尋短。然而，安娜發現了一張她給她的貓拍的照片，並在酒杯的反光中看到了原來的珍，證明她所言不虛。安娜給大衛看了這張照片，大衛承認她認識的原來的珍，其實是一個名叫凱蒂梅利的女人，亦即伊森的生母。凱蒂一直在跟踪羅素一家，試圖接近伊森。大衛拒絕幫助安娜證明真相；然後他突然被潛伏在房子裡的伊桑襲擊並殺死。
伊桑向安娜承認，他不僅謀殺了凱蒂，而且還是名連環殺手，他還殺死了阿利斯泰在波士頓的秘書，現在打算殺死安娜。整個星期他都在用偷來的鑰匙潛入她的房子，還趁機拍下了安娜睡覺的照片。安娜逃到屋頂，雙方在那裡發生的打鬥，直到她把伊桑推出天窗，造成伊桑墜樓摔死。
安娜在醫院康復時，利特爾偵探前來探訪並告訴她，警方已經逮捕了阿利斯泰和珍，因為他們幫助伊桑掩蓋了凱蒂的謀殺案，而且他們已經找到了凱蒂的屍體。利特爾承認他看過安娜錄製的自殺視頻，但將她的手機交還給她，讓她在必須歸還手機作為證據之前將其刪除。他為不相信她而道歉。
案發九個月後，安娜治好了長期困擾她的廣場恐懼症，變得不再恐懼外界的世界，她同時正式搬離獨居的房子，展開新的生活。

## 演員
| 演員             | 角色                   | 備註                       |
| ---------------- | ---------------------- | -------------------------- |
| 艾美·亞當斯      | 安娜·福克斯            | 患有懼曠症的兒童心理醫生。 |
| 蓋瑞·歐德曼      | 阿利斯泰·羅素          |                            |
| 安東尼·麥基      | 愛德華·「艾德」·福克斯 |                            |
| 佛瑞德·海興格    | 伊桑·羅素              |                            |
| 懷特·羅素        | 大衛·溫特斯            |                            |
| 布萊恩·泰瑞·亨利 | 利特爾偵探             |                            |
| 珍妮佛·傑森·李   | 珍·羅素                |                            |
| 茱莉安·摩爾      | 珍·羅素                |                            |
| 珍妮·塞拉爾斯    | 諾雷利偵探             |                            |
| 麗莎·科隆-扎亞斯 | 比娜                   |                            |

## 製作
2016年9月，二十世紀福斯獲得了作家A·J·费恩創作的同名作女作小說的影視改編權。2018年3月，福斯公佈由喬·萊特執導電影，特蕾西·萊茨編劇，伊萊·布什和史考特·魯丁監製。4月，艾美·亞當斯確認出演女主角。7月，茱莉安·摩爾、懷特·羅素、蓋瑞·歐德曼和布萊恩·泰瑞·亨利陸續確認將參演這部電影。8月，佛瑞德·海興格和安東尼·麥基加入劇組。

### 拍攝
2018年8月6日，電影在紐約開始主體拍攝。10月30日殺青。

## 發行
電影原計劃由二十世紀福斯於2019年10月4日在美國上映。在迪士尼并購福斯后，該片改由華特迪士尼工作室電影發行，北美方面以二十世紀福斯（今二十世紀影業）名義發行。2019年7月9日，因為觀眾試映的反應不佳，迪士尼將電影延後至2020年5月15日上映。2020年3月17日，迪士尼宣布受2019冠狀病毒病疫情影響，電影再度延期上映。2020年8月，報道稱Netflix正在與迪士尼商談購買電影《窺探》的發行權。2021年3月，Netflix宣佈影片定於2021年5月14日播出。
迪士尼收購福斯之後，福斯2000營業宣佈關閉，該片成爲最後一部由福斯2000影業製作的電影。

## 迴響
根据評論匯總网站爛番茄汇总的35篇评论文章，26%的评论家给予该作正面评价，平均打分为4.8分（满分10分）。《窺探》在Metacritic網站上獲得40/100分（24位影評人）。

## 資料來源
1. ↑  Fleming Jr, Mike. . Deadline Hollywood. 2016-09-29  [2018-08-15]. （原始内容存档于2020-11-08） （美国英语）.
2. ↑  Lang, Brent. . Variety. 2018-03-26  [2018-08-15]. （原始内容存档于2020-10-30） （美国英语）.
3. ↑  Fleming Jr, Mike. . Deadline Hollywood. 2018-04-25  [2018-08-15]. （原始内容存档于2018-04-25） （美国英语）.
4. ↑  Kit, Borys. . The Hollywood Reporter. 2018-07-10  [2018-08-15]. （原始内容存档于2021-01-25） （美国英语）.
5. ↑  N'Duka, Amanda. . Deadline Hollywood. 2018-07-13  [2018-08-15]. （原始内容存档于2020-11-09） （美国英语）.
6. ↑  Kit, Borys. . The Hollywood Reporter. 2018-07-25  [2018-08-15]. （原始内容存档于2019-04-13） （美国英语）.
7. ↑  N'Duka, Amanda. . Deadline Hollywood. 2018-07-25  [2018-08-15]. （原始内容存档于2020-11-09） （美国英语）.
8. ↑  McNary, Dave. . Variety. 2018-08-06  [2018-08-15]. （原始内容存档于2018-08-07） （美国英语）.
9. ↑  Kroll, Justin. . Variety. 2018-08-14  [2018-08-15]. （原始内容存档于2020-11-09） （美国英语）.
10. ↑  Finn, AJ. . Twitter. 2018-07-26  [2018-08-15]. （原始内容存档于2020-05-28） （美国英语）.
11. ↑  Marc, Christopher. . Geeks WorldWide. 2018-07-16  [2018-08-15]. （原始内容存档于2019-04-13） （美国英语）.
12. ↑  . Backstage.   [2018-10-30]. （原始内容存档于2020-08-13） （美国英语）.
13. ↑  Wiseman, Andreas. . deadline. 2018-06-27  [2018-08-15]. （原始内容存档于2020-11-09） （美国英语）.
14. ↑  Keegan, Rebecca. . The Hollywood Reporter. 2019-07-09  [2019-07-09]. （原始内容存档于2021-01-17） （美国英语）.
15. ↑  D'Alessandro, Anthony. . Deadline Hollywood. 2019-08-20  [2019-08-20]. （原始内容存档于2019-08-20） （美国英语）.
16. ↑  Rubin, Rebecca. . Variety. 2020-03-17  [2020-03-17]. （原始内容存档于2020-03-17） （美国英语）.
17. ↑  Fleming Jr, Mike. . Deadline Hollywood. 2020-08-03  [2020-08-03]. （原始内容存档于2021-02-11） （美国英语）.
18. ↑  @NetflixFilm.  (推文). 2021-03-04  [2021-03-04] –Twitter （美国英语）.
19. ↑  Fleming Jr., Mike. . Deadline. 2019-03-21  [2019-03-21]. （原始内容存档于2019-03-21） （美国英语）.
20. ↑  . Rotten Tomatoes. Fandango Media.   [2021-05-12] （美国英语）.
21. ↑  . Metacritic. Red Ventures.   [2021-05-12] （美国英语）.

## 外部連結
- 互联网电影数据库（IMDb）上《窺探》的资料（英文）
- 豆瓣电影上《窺探》的資料 （简体中文）